# Oxyurichthys papuensis
Oxyurichthys papuensis es una especie de peces de la familia de los Gobiidae en el orden de los Perciformes.

## Morfología
Los machos pueden llegar a alcanzar los 20 cm de longitud total.

## Distribución geográfica
Se encuentra desde el Mar Rojo hasta KwaZulu-Natal (Sudáfrica), al oeste del Pacífico, Israel, Turquía y Siria.

## Observaciones
Es inofensivo para los humanos.